# Hubert Green
Hubert Green, född 28 december 1946 i Birmingham, Alabama, död 19 juni 2018, var en amerikansk golfspelare.
Green blev professionell 1969 och han vann majortävlingarna US Open 1977 och PGA Championship 1985. Han ställde upp i 18 Masters där han spelade den sista 1990 då han var 43 år gammal.
Sedan 1996 spelar Green på Champions Tour.
Green drabbades 2003 av cancer och han belönades 2005 med USGAs statyett Ben Hogan Award för spelare som har gjort en beundransvärd comeback till golfen. Han arbetar med bandesign och har ritat banor tillsammans med bland andra Fuzzy Zoeller.

## Meriter

### Majorsegrar
- 1977 US Open
- 1985 PGA Championship

### PGA-segrar
- 1971 Houston Champions International
- 1973 Tallahassee Open,  B.C. Open
- 1974 Bob Hope Desert Classic,  Greater Jacksonville Open,  IVB-Philadelphia Golf Classic,  Walt Disney World National Team Championship
- 1975 Southern Open
- 1976 Doral-Eastern Open,  Greater Jacksonville Open,  Sea Pines Heritage Classic
- 1978 Hawaiian Open,  Heritage Classic.
- 1979 Hawaiian Open,  First NBC New Orleans Open
- 1981 Sammy Davis Jr.-Greater Hartford Open
- 1984 Southern Open

### Segrar på Champions Tour
- 1998 Bruno's Memorial Classic
- 2000 Audi Senior Classic,  Kroger Senior Classic
- 2002 Lightpath Long Island Classic

### Övriga segrar
- 1975 Dunlop Phoenix
- 1977 Irish Open
- 1980 Jerry Ford Invitational (delad seger)
- 1999 Liberty Mutual Legends of Golf (med Gil Morgan)